# Сельское поселение Эштебенькино
Сельское поселение Эштебенькино (чув. Кивӗ Эштепен ял тӑрӑхӗ) — муниципальное образование в Челно-Вершинском районе Самарской области.
Административный центр — село Старое Эштебенькино.

## Административное устройство
В состав сельского поселения Эштебенькино входят:
- село Новое Эштебенькино,
- село Старое Эштебенькино,
- село Чувашское Эштебенькино.